# Ponnur
Ponnur es una ciudad y  municipio situada en el distrito de Guntur en el estado de Andhra Pradesh (India). Su población es de 59913 habitantes (2011). Se encuentra a 31 km de Guntur y a 56 km de Vijayawada. 

## Demografía
Según el censo de 2011 la población de Ponnur era de 59913 habitantes, de los cuales 29486 eran hombres y 30427 eran mujeres. Ponnur tiene una tasa media de alfabetización del 78,33%, superior a la media estatal del 67,02%: la alfabetización masculina es del 82,96%, y la alfabetización femenina del 73,89%.